# Éditions Haynes
Pour les articles homonymes, voir Haynes.
Les éditions Haynes (Haynes Publishing) ou Groupe d'édition Haynes P.L.C., est une maison d’édition anglaise qui publie des manuels de réparation pour automobiles et autres véhicules ainsi que des beaux livres sur l’automobile. Son processus de production traditionnel implique un démontage complet des véhicules, des instructions étape par étape et de nombreuses photographies. Mieux connu pour ses conseils sur l'entretien des voitures, Haynes propose également des titres concernant les soins aux hommes, aux femmes et aux bébés. La filiale Sutton Publishing propose des titres liés à l'histoire. Haynes a également des licences pour publier des manuels avec la Royal Navy, la Royal Air Force, Star Wars, Star Trek et d'autres. La société vend plus d'un million de livres par an rien qu'au Royaume-Uni. La société fournit également des solutions de contenu, de données et de workflow pour l'industrie automobile et les automobilistes. Elle exerce ses activités dans deux secteurs : les professionnels et les consommateurs. Le segment Professionnel opère sous les marques HaynesPro et OATS. HaynesPro fournit des données techniques et des solutions intelligentes de flux de travail pour l'industrie automobile. OATS est une source de recommandations de lubrifiants pour l'industrie du pétrole et des lubrifiants, avec des partenaires dans plus de 90 pays, dont des sociétés pétrochimiques mondiales. Le secteur Consommateurs est à l'origine de l'information sur la réparation et l'entretien des véhicules automobiles et la transmet aux automobilistes et aux passionnés de l'automobile, sous forme imprimée et numérique. L'activité au Royaume-Uni publie également une gamme de titres pratiques d'extension de marque couvrant différents sujets stylisés sur le format numérique du Manuel Haynes.

## Histoire
John Haynes a commencé son empire d'édition à l'âge de 16 ans. Alors qu'il était encore étudiant, il a écrit et illustré à la main un guide de 48 pages décrivant le travail qu'il a accompli pour fabriquer une voiture de sport à partir d'une Austin Seven. Le livret, Building a 750cc Special (Construire un 750cc spécial), a trouvé un marché de la vente par correspondance réceptif via une annonce dans Motor Sport, un magazine automobile. Les 250 exemplaires ont été vendus en dix jours.
John Haynes a conclu un partenariat avec son jeune frère David en 1957 et a publié une poignée de titres consacrés à l’automobile tout en s'entraînant comme officier pilote avec la Royal Air Force en Allemagne. Après la fin de son service militaire, il rejoint la RAF. En parallèle, Haynes crée sa propre société d'édition dans un petit bureau de Regent Street à Londres. Elle est officiellement fondée sous le nom de J.H. Haynes & Co. Ltd. le 18 mai 1960. Malheureusement, son entrepôt voisin et la Librairie des automobilistes sportifs ont pris feu. En conséquence, en 1962, Haynes transfère son affaire dans le garage de ses parents à Yeovil, en Angleterre.
En 1965, Haynes produit son premier manuel de réparation approprié, comprenant des instructions étape par étape et des photographies. Ce premier numéro concernait l’Austin-Healey Sprite « Frogeye », démontée. Il sort en librairie alors que John Haynes est stationné à Aden avec la RAF. Le premier tirage de 3000 exemplaires s'est vendu en six mois. Haynes est obligé de louer un nouvel espace pour sa maison d’édition en pleine croissance.
L'entreprise de son frère, David M. Haynes & Co. Ltd., quant à elle, s’occupe de l'impression. David la revend à John Haynes lorsqu'il réintègre lui-même la RAF en 1967. David Haynes reviendra dans les éditions Haynes en 1979. 
La société se développe rapidement au cours des années 1970 et 1980. En 1972, elle acquiert une ancienne crémerie Unigate à Sparkford, à 193 kilomètres à l'est de Londres. Ce nouveau site deviendra son siège social.
En 1973, Haynes profite d'une occasion unique d'acheter ce qui est alors le premier éditeur automobile britannique, G.T. Foulis & Co. Ltd. L'entreprise familiale publie également des livres d'intérêt général. La même année voie la venue des premiers titres de motos de Haynes, ainsi que l'ajout d'un entrepôt à Leeds pour faciliter les livraisons dans le nord de l'Angleterre et en Écosse. Il sera fermé en 1991.
Les éditions Haynes commence à vendre des manuels aux États-Unis pour les véhicules européens et japonais importés. Les livres britanniques sont brièvement distribués par Drake Publishing de New York au début des années 1970. Haynes crée ensuite une filiale, Haynes Publications Inc., à Los Angeles en 1974. À la fin des années 1970, Haynes commence à produire des manuels pour les voitures américaines, d'abord à Los Angeles, puis pendant un certain temps à la base de la société dans le Somerset en Angleterre.
Haynes est introduit à la Bourse de Londres le 29 novembre 1979. Lors de cette opération, 30 % des employés a profité d'une offre d'achat d'actions à prix réduit. Une société holding a un temps été créée pour relier les différentes activités Haynes au Royaume-Uni et aux États-Unis. Le chiffre d'affaires du groupe est alors d'environ 5 millions de livres sterling par an. 
En 1981, Haynes s'est ensuite davantage aventuré dans l'édition grand public avec l'acquisition d’Oxford Illustrated Press (OIP) basé à Blackwells. La petite entreprise a produit 35 titres, dont la populaire série Classic Car. En 1983, Haynes acquiert 18 autres titres automobiles de Gentry Books. En 1985, 64 titres de Frederick Warne relatifs au transport sont acquis auprès de Penguin Books. Cependant, toutes les tentatives d'expansion n’aboutissent pas. La société a notamment fait une incursion désastreuse dans l'édition de magazines en 1983 avec Automobile Sport.
Par ailleurs, une agence de publicité et de relations publiques, Camway Autographics Limited, est créée en janvier 1984, du nom de la ferme West Camel où les premières impressions avaient été rēalisées. En 1985, Haynes Garages Limited est créée pour gérer l'achat de voitures du groupe.
Au fil de sa croissance, Haynes a acquis un équipement d'impression de pointe. Au cours des années 1970, la société est fourni par des fabricants américains. En 1985, Elle a pu acquérir une presse Heidelberg cinq couleurs en Allemagne pour un coût de 500 000 £. En 1990, une deuxième a été ajoutée. 
La collection personnelle de véhicules classiques de John Haynes est devenue le noyau du Sparkford Motor Museum, plus tard appelé le Haynes Motor Museum, qui a officiellement ouvert ses portes en juillet 1985 à l'occasion de la célébration du 25e anniversaire de l'entreprise. Situé près de l'usine d'édition, le musée a commencé avec 26 voitures et trois motos. La caractéristique unique de ce musée est que tous les véhicules peuvent être conduits. L'établissement a même commencé à louer sa Rolls-Royce Corniche cabriolet en 1971 pour les mariages. La pièce maîtresse de la collection est une Duesenberg Model J  très rare, d’une valeur d'un million de dollars, qui a autrefois appartenu à l'éditeur du Los Angeles Times, Otis Chandler.
En 1987, Haynes acquiert une autre société de presse, l'Oxford Publishing Company (OPC) à Cassell PLC. OPC a apporté 200 titres à la ligne des livres de chemin de fer que Haynes avait commencé à développer. 
En 1987, les ventes de Haynes aux États-Unis connaissent une forte augmentation lorsque la chaîne Auto Shack (plus tard AutoZone) a commencé à commercialiser ses titres. Un entrepôt de 1 million de dollars a ensuite été acquis à Nashville dans le Tennessee. La société termine la décennie 1980 avec une part de marché de 40% aux États-Unis.
En 1989-1990, Hayes acquiert Patrick Stephens Limited, une société d’impression créée en 1967, à HarperCollins pour 750 000 £. À cette époque, Haynes a également acheté Regency Reprographics Limited, basé à Bath, qui a étendu ses capacités d'impression couleur.
Lors de la récession du début des années 1990, Haynes réduit son programme d'édition générale et licencie des employés en Grande-Bretagne. Le groupe réussit à atteindre le seuil de rentabilité en 1990-1991 avec un chiffre d'affaires de 19,2 millions de livres sterling.

## Imprimerie américaine en 1993
En 1991, Haynes crée Haynes North America Inc. pour s'occuper des opérations d'édition de la société aux États-Unis. De son côté, Haynes Publications Inc. continue à distribuer les livres. En juillet 1993, Haynes crée Odcombe Press à Nashville. Auparavant, les titres destinés au marché américain étaient imprimés en Angleterre.
Au milieu des années 1990, le groupe affiche des bénéfices records. Les deux tiers des ventes proviennent de l'extérieur du Royaume-Uni. Haynes a développé une série de manuels en espagnol et établit des filiales de distribution en France et en Suède. En 1997, Haynes a commence à produire des manuels pour le marché automobile australien. En 1998, Haynes domine le marché en Scandinavie et développe des affaires en Russie. Survient alors un succès commercial notable pour Haynes avec The Bike Book : Everything You Need to Know to Help You Enjoy and Maintain Your Bicycle (The Bike Book : Tout ce que vous devez savoir pour vous aider à profiter et à entretenir votre vélo), un livre lancé alors que le cyclisme atteignait un sommet en popularité. Il a finalement été vendu à 500 000 exemplaires dans le monde et a engendré une série de titres liés au tourisme. À la fin des années 1990, apparaissent d’autres nouvelles lignes éditoriales sur le bricolage couvrant la rénovation de maisons et le camping.
En revanche, en 1998, Haynes revend Oxford Publishing Company, la maison d’édition spécialiste des chemins de fer, à Ian Allan Publishing, et ferme GT Foulis & Co Ltd, une ancienne maison d’édition de livres consacrés aux voitures anciennes, au sport automobile et aux motos. En 1999, Haynes lance une collection sur les équipements de diagnostic pour garages mais la vend quatre ans plus tard.

## Des défis à relever après2000
En 2000, les revenus de Haynes sont de 28,2 millions de livres sterling, avec un bénéfice avant impôts de 4,1 millions de livres sterling. Au cours de l'année, Haynes achète au Guiton Group Ltd l'éditeur d'histoire britannique Sutton Publishing Limited pour 4 millions de livres sterling. Sutton a alors 2 000 titres dans sa collection et des revenus annuels d'environ 9 millions de dollars.
Haynes commence également à imprimer ses manuels automobiles britanniques dans l'usine américaine, permettant à ses presses britanniques de se concentrer sur l'édition générale. L'usine de Sparkford subit une mise à niveau pour un coût de 2 millions de livres sterling et commence à prendre en charge des projets d'impression pour des éditeurs tiers.

## Perspectives de l'entreprise
Le groupe d'édition Haynes P.L.C. est le leader mondial du marché de la production et de la vente de manuels de réparation automobiles et motos. Chaque manuel Haynes est basé sur un démontage et une reconstruction complète du véhicule dans les ateliers de l’entreprise, afin que les instructions pour les clients soient intrinsèquement pratiques et faciles à suivre.
Le groupe publie de nombreux autres titres sur le bricolage ainsi qu'une large gamme de livres sur le sport automobile, les véhicules et les transports en général. Par le biais de sa filiale Sutton Publishing, le groupe publie également une série de livres et biographies d'histoire militaire et générale.
Au cours de l'exercice 2001, la société enregistre la première perte de son histoire (700 000 £), bien que les revenus aient augmenté de 18%. Au cours de l'année, Haynes acquiert, auprès de WG Nichols, l'activité grand public de son principal rival américain, Chilton, qui a continué à produire des manuels automobiles pour le marché professionnel. Ceci alors que, cinq plus tôt, l’offre pour acquérir Chilton avait été bloquée par les régulateurs antitrust. Un autre éditeur américain, Clymer Publications Inc., avait cessé de produire des manuels automobiles plusieurs années auparavant mais restait un concurrent sur le marché des motos. En 2002, Haynes achète son principal rival australien, Gregory Automotive Publications, pour 2,1 millions de livres sterling.
La division General Publishing de Haynes commence à produire des manuels pour le soin et l'entretien des êtres humains. Le premier, The Man Manual : The Practical Step-by-Step Guide to Men's Health, est publié en 2003 en collaboration avec le Men's Health Forum. L'année suivante, il est suivi par The Baby Manual et The Sex Manual. Cette diversification a aidé Haynes à enregistrer des bénéfices avant impôts records de 7,1 millions de livres sterling pour l'exercice 2002–03.
Une des raisons ce changement, révélée par le Financial Times, est la série de manuels très réussie Max Power, dont le nom a été autorisé par un magazine de customisation automobile très populaire parmi les jeunes. Chaque manuel Max Power comporte plus de 1000 photographies en couleur, pour mieux montrer les modifications hautement stylisées que les concepteurs apportent aux véhicules.
En 2004, la société vend plus d'un million de livres par an rien qu'au Royaume-Uni. Haynes réalise alors un bénéfice avant impôts de 8,3 millions de livres sterling sur un chiffre d'affaires de 39 millions de livres sterling pour l'exercice clos en mai 2004.
Le 13 février 2020, Infopro Digital annonce son intention de racheter les Éditions Haynes. L’éditeur anglais rejoindrait ainsi son concurrent français E-T-A-I dans le giron d'Infopro Digital. 
En juin 2020, Infopro digital obtient le feu vert des autorités britanniques pour le rachat de Haynes Publishing Group, société cotée à Londres. Son président Christophe Czajka devrait mettre 130 millions d’euros sur la table pour cette acquisition.

## Principales filiales
- Éditions Haynes S.A.R.L. (4 Rue de l’abreuvoir, 92400 Courbevoie, France)
- Haynes Manuals Inc. (Australie)
- Haynes Manuals, Inc. (États-Unis)
- Haynes North America, Inc
- Haynes Publishing Nordiska AB (Suède)
- J.H. Haynes & Co. Ltd.
- J.H. Haynes Ltd. (outre-mers)
- Odcombe Press LP (États-Unis)
- Sutton Publishing Limited.

## Divisions principales
- Automobile
- Édition générale
- Fabrication de livres.

## Principales unités opérationnelles
- Amérique du Nord et Australie
- Royaume-Uni et Europe.

## Principaux concurrents
- Éditions techniques pour l'automobile et l'industrie (E-T-A-I)
- Bentley Publishers
- Clymer Publications Inc.

## Dates clés
- 1960 - Fondation de Haynes Publishing
- 1965 - Publication du premier Manuel d'atelier des propriétaires de Haynes au sujet de la Sprite « Frogeye » d'Austin Healey
- 1973 - Lancement des premiers titres de moto et acquisition de G.T. Foulis & Co. Ltd.
- 1974 - Création d’une filiale américaine
- 1979 - Haynes entre à la Bourse de Londres
- 1981 - Acquisition d'Oxford Illustrated Press
- 1985 - Ouverture officielle du Haynes International Motor Museum
- 2000 - Acquisition du spécialiste d'histoire Sutton Publishing Limited
- 2001 - Haynes acquiert l'entreprise de consommation de son rival Chilton
- 2002 - Acquisition du rival australien Gregory Automotive Publications pour 2 millions de livres sterling
- 2020 - Haynes est acheté par le groupe français Infopro Digital au sein duquel l’éditeur anglais rejoint E-T-A-I, son principal concurrent.

## Source
1. ↑  « Haynes Publishing Group P.L.C. », sur www.referenceforbusiness.com (consulté le 25 octobre 2020)
2. ↑  « Haynes Publishing Group Ltd », sur www.linkedin.com
3. ↑  « Haynes Publishing Group P.L.C. », sur www.zonebourse.com (consulté le 25 octobre 2020)